# Động đất Escuintla 2022
Động đất Escuintla 2022 (tiếng Tây Ban Nha: Terremoto de Guatemala de 2022) là trận động đất xảy ra vào lúc 01:12:25 (UTC-6), ngày 16 tháng 2 năm 2022. Trận động đất có cường độ 6,2 Mw, tâm chấn độ sâu khoảng 83,6 km. Hậu quả trận động đất đã làm 3 người chết, 2 người bị thương.